# Anyphaena gibba
Anyphaena gibba là một loài nhện trong họ Anyphaenidae.
Loài này thuộc chi Anyphaena. Anyphaena gibba được Octavius Pickard-Cambridge miêu tả năm 1896.